# Wereldkampioenschappen schaatsen afstanden 2009 - Ploegenachtervolging vrouwen
De wereldkampioenschappen schaatsen afstanden 2009 - Ploegenachtervolging vrouwen werd gehouden op zondag 15 maart 2009 op de Richmond Olympic Oval in Richmond, Canada.
De acht hoogst geklasseerde landen van de Wereldbeker schaatsen 2008/2009 - Ploegenachtervolging vrouwen mochten deelnemen aan het WK; gastland Canada was automatisch geplaatst ook indien het niet bij de top acht van de wereldbeker zou eindigen.

## Statistieken

### Uitslag
| #      | Land             | Schaatssters                                               | Tijd    |
| ------ | ---------------- | ---------------------------------------------------------- | ------- |
| Goud   | Canada           | Kristina Groves Christine Nesbitt Brittany Schussler       | 2.58,25 |
| Zilver | Nederland        | Renate Groenewold Jorien Voorhuis Ireen Wüst               | 3.02,02 |
| Brons  | Japan            | Masako Hozumi Hiromi Otsu Maki Tabata                      | 3.04,06 |
| 4      | Rusland          | Galina Lichatsjova Alla Sjabanova Jekaterina Sjichova      | 3.04,92 |
| 5      | Duitsland        | Monique Angermüller Daniela Anschütz Anni Friesinger       | 3.05,79 |
| 6      | Verenigde Staten | Catherine Raney Jennifer Rodriguez Nancy Swider-Peltz, Jr. | 3.07,21 |
| 7      | Tsjechië         | Karolína Erbanová Andrea Jirků Martina Sáblíková           | 3.09,36 |
| 8      | Polen            | Natalia Czerwonka Katarzyna Wójcicka Luiza Złotkowska      | 3.31,07 |

### Loting
| Rit |           |                  |
| --- | --------- | ---------------- |
| 1   | Japan     | Rusland          |
| 2   | Polen     | Canada           |
| 3   | Tsjechië  | Duitsland        |
| 4   | Nederland | Verenigde Staten |

2005 · 
2007 · 
2008 · 
2009 · 
2011 · 
2012 · 
2013 · 
2015 · 
2016 · 
2017 · 
2019 · 
2020 · 
2021 · 
2023 · 
2024 · 
2025